# Доскебрадас
Доскебрадас — второй по величине город и муниципалитет в департаменте Рисаральда в Колумбии. На 2005 год его население составляет около 200 000 жителей. Доскебрадас связан Виадуком Сесара Гавирии с городом Перейра, столицей департамента.
Название города переводится с испанского языка как "два ручья" (dos quebradas): Санта-Тересита и Лас-Гарсас. Доскебрадас зачастую называют  «розовой зоной» (Zona Rosa) Перейры из-за большого количества ночных клубов и баров, активно заполняемых молодёжью во время выходных дней.
Город рос в качестве промышленного центра, примыкающего к Перейре на протяжении 1970-х и 1980-х годов. В связи со строительством района Эль-Побладо с дешёвым жильём он перенёс бум роста населения из-за переезда многих семей Перейры для работы в Доскебрадас.

## Образование
Образование в Доскебрадасе — одно из лучших в департаменте Рисаральда, почти все школы города государственные, за исключением четырёх частных, 3 из которых — католические школы. Наиболее известными в Доскебрадасе школами являются:
1. Салезианская школа Святого Дона Боско (частная католическая)
2. Школа Агустина Ньето Кабальеро
3. Диоцезная школа Бальтазара Альвареса Р
4. школа Христо Рея (частная католическая)